# Természetvédelmi Világszövetség
A Természetvédelmi Világszövetség (angolul: World Conservation Union vagy International Union for Conservation of Nature and Natural Resources, röviden IUCN) a természeti értékek megőrzésére létrehozott nemzetközi szervezet.
1948-ban alapították, központja a svájci Glandban van. 81 ország tagja állami szinten, de összesen 145 országból csatlakozott hozzá valamely kormányhivatal vagy nem kormányzati szervezet, és 77 nemzetközi szervezet is együttműködik vele.
Fő feladata, hogy a bátorítsa és segítse a biodiverzitás megőrzését és a természet erőforrásainak mértékletes használatát, az ökológiai rendszerek fenntartását.

## Tagok[1]
| Tagok típusa                                | Tagok száma |
| ------------------------------------------- | ----------- |
| Államok                                     | 80          |
| Kormányzati ügynökségek                     | 112         |
| Országos szintű nem kormányzati szervezetek | 742         |
| Társszervezetek                             | 30          |
| Nemzetközi nem kormányzati szervezetek      | 90          |
| Összesen                                    | 1054        |

## Védett területek osztályozása
- Ia – Strict Nature Reserve (szigorúan védett terület)

Olyan szárazföldi és/vagy tengeri terület, mely egyedülálló vagy jellegzetes ökoszisztémával rendelkezik, különleges geológiai környezet vagy élővilág található rajta. Elsősorban tudományos kutatók előtt nyitott.
- Ib – Wilderness Area (vadon)

Nagyobb kiterjedésű érintetlen vagy civilizációs hatásoktól alig befolyásolt természeti környezet, állandó vagy jelentősebb lakosság nélkül.
- II – National Park (nemzeti park)

Olyan terület, amelynek ökológiai egységessége megőrzendő a jelen és a jövő generációi számára; amely megvédendő mindenfajta mezőgazdasági és ipari hasznosítástól; és amelyen lehetőség nyílik nemcsak tudományos, hanem oktatási és szabadidős tevékenységek végzésére is.
- III – Natural Monument (emlékpark)

Egy vagy több sajátos, egyedi vagy igen ritka természeti vagy kulturális értéket őrző terület.
- IV – Habitat/Species Management Area (különleges élőhely)

Veszélyeztetett fajok élőhelyeinek védelmét biztosító terület.
- V – Protected Landscape/Seascape (védett táj)

Olyan terület, melynek egységessége az ott található természeti vagy kulturális értékek miatt megőrzendő.
- VI – Managed Resource Protected Area (védett rezervátum)

Érintetlen természeti terület, melyen a fajok sokfélesége hosszú távon megőrzendő, ám emellett lehetőség nyílik a természeti kincsek ökológiai rendszert nem károsító mértékű kihasználására.